# Antoine Saintraint
Antoine Joseph François Marie Marc Saintraint (Namen, 28 maart 1927 - 5 mei 1996) was een Belgisch volksvertegenwoordiger.

## Levensloop
Saintraint promoveerde tot doctor in de rechten en tot licentiaat in de politieke en sociale wetenschappen aan de UCL.
Hij werd magistraat en nadien gewestbeheerder in Belgisch-Congo en kwam na de onafhankelijkheid naar België terug. Hij had samen met André Ryckmans stellingen ingenomen die indruisten tegen de intenties en vooruitzichten van de Belgische regering. Ze hadden beiden voorspeld dat na de overhandiging van de macht aan de nieuwe machthebbers, de orde niet zou gehandhaafd worden en alvast versneld en nog voor de onafhankelijkheid Congolese kaders aan de macht moesten komen. Ze werden nog voor de onafhankelijkheidsverklaring van hun functie ontheven, ook al verklaarde de bevoegde minister, August De Schryver, dat het om twee uitstekende en gewetensvolle ambtenaren ging.
In maart 1961 werd hij verkozen tot PSC-volksvertegenwoordiger voor het arrondissement Brussel en oefende dit mandaat uit tot in 1968.
Hij werd vervolgens algemeen bestuurder van ABOS, de dienst voor ontwikkelingssamenwerking van België of Agence générale de la coopération au développement (AGCD). 
Hij was ook:
- Belgisch ambassadeur en van 1989 tot 1993 voorzitter van de Raad van de FAO,
- lid van de Koninklijke Academie voor Overzeese Wetenschappen,
- lid van de Raadgevende Interparlementaire Beneluxraad.

## Publicatie
- Diagnostique du sous-développement, in: CEPESS-documenten, 1962